# Ejido San Lucas
Ejido San Lucas är en ort i Mexiko.   Den ligger i kommunen Mulegé och delstaten Baja California Sur, i den västra delen av landet, 1 600 km nordväst om huvudstaden Mexico City. Ejido San Lucas ligger 14 meter över havet och antalet invånare är 606.
Terrängen runt Ejido San Lucas är platt åt nordost, men åt sydväst är den kuperad. Havet är nära Ejido San Lucas österut.  Trakten runt Ejido San Lucas är nära nog obefolkad, med mindre än två invånare per kvadratkilometer. Närmaste större samhälle är Santa Rosalia, 13,8 km norr om Ejido San Lucas. Omgivningarna runt Ejido San Lucas är i huvudsak ett öppet busklandskap.